# Amandier de Chine
Prunus triloba
Espèce
Classification phylogénétique
L'amandier de Chine (Prunus triloba) est une espèce de plantes à fleurs de la famille des Rosaceae. C'est un arbuste originaire de Chine et utilisé comme plante d'ornement.